# ميلوش بوريسوف
ميلوش بوريسوف مواليد 3 سبتمبر 1985 في بييلو بوليي، جمهورية يوغوسلافيا الاشتراكية الاتحادية، هو لاعب كرة سلة مونتينيغري. بدأ مسيرته الاحترافية في سنة 2003.

## المسيرة الاحترافية
لعب مع تيرامو باسكت في الدوري الإيطالي في موسم 2011–2012، ثم لعب مع نادي رادنيتشكي كراغوييفاتس لكرة السلة في موسم 2012–2013، ثم لعب مع نادي سولنوكي أولاي لكرة السلة في سنة 2015.

## روابط خارجية
- ميلوش بوريسوف على موقع الاتحاد الدولي لكرة السلة (الإنجليزية)
- ميلوش بوريسوف على موقع الدوري الأوروبي لكرة السلة (الإنجليزية)
- ميلوش بوريسوف على موقع كرة السلة الأوروبية.كوم (الإنجليزية)
- ميلوش بوريسوف على موقع ريلجم (الإنجليزية)
- ميلوش بوريسوف على موقع بروبوليرز (الإنجليزية)
- ميلوش بوريسوف على موقع سبورتس رفرنس (الإنجليزية)